# Premio Flaiano per la sceneggiatura
Il Premio Flaiano per la sceneggiatura è un premio cinematografico assegnato all'autore o autrice di una sceneggiatura originale o adattata da un'opera preesistente. Il riconoscimento fu istituito nel 1974 ed è rivolto a produzioni pubblicate in Italia nel corso della precedente stagione cinematografica.
In passato, il premio è stato più volte assegnato a personalità che si sono distinte non per una singola sceneggiatura, ma per il complesso della propria produzione artistica. Il riconoscimento è stato presentato in modo discontinuo; in particolare si notano nove anni di assenza dal 2008 al 2016.

## Albo d'oro

### Anni 1974-1979
- 1974: Simonetta Felli per Empoli 1921 - Film in rosso e nero
  - Beppe Recchia per La gabbia
- 1978: Sergio Amidei per il complesso dell'opera
  - Jean-Claude Carrière per il complesso dell'opera
- 1979: Alexander Scibor-Rylski per L'uomo di marmo (Człowiek z marmuru)
  - Cesare Zavattini per il complesso dell'opera

### Anni 1980-1989
- 1980: Age & Scarpelli per il complesso dell'opera
  - Jean-Loup Dabadie per il complesso dell'opera
- 1981: Leo Benvenuti e Piero De Bernardi per il complesso dell'opera
  - Jean Gruault per il complesso dell'opera
- 1982: Harold Pinter per il complesso dell'opera
  - Rodolfo Sonego per il complesso dell'opera
- 1983: Rafael Azcona per il complesso dell'opera
  - Tullio Pinelli per la carriera
- 1984: Ennio De Concini per il complesso dell'opera
  - Ruth Prawer Jhabvala per il complesso dell'opera
- 1985: Ruggero Maccari per il complesso dell'opera
  - Éric Rohmer per il complesso dell'opera
- 1986: Aleksandr Mindadze per il complesso dell'opera
  - Ugo Pirro per il complesso dell'opera
- 1987: Aída Bortnik per La storia ufficiale (La historia oficial)
  - Enrico Medioli per il complesso dell'opera
- 1988: Tonino Guerra per il complesso dell'opera
  - Peter Handke per il complesso dell'opera
- 1989: David Hare per il complesso dell'opera
  - Giuseppe Tornatore per Il camorrista e Nuovo Cinema Paradiso (premio speciale)
  - Bernardino Zapponi per il complesso dell'opera

### Anni 1990-1999
- 1990: Vincenzo Cerami per Un borghese piccolo piccolo, Colpire al cuore e I ragazzi di via Panisperna
  - Krzysztof Kieślowski e Krzysztof Piesiewicz per il Decalogo (Dekalog)
- 1991: Aleksandr Adabashyan per il complesso dell'opera
  - Nicola Badalucco per il complesso dell'opera
- 1993: Umberto Marino per il complesso dell'opera
- 1996: Ugo Chiti per il complesso dell'opera
- 1997: Sandro Petraglia e Stefano Rulli per il complesso dell'opera
- 1999: Vincenzo Cerami e Roberto Benigni per La vita è bella

### Anni 2000-2019
- 2000: Doriana Leondeff per Pane e tulipani
- 2001: Furio Scarpelli, Giacomo Scarpelli, Ettore Scola e Silvia Scola per Concorrenza sleale
- 2002: Ronald Harwood per A torto o a ragione (Taking Sides)
- 2003: Niccolò Ammaniti per Io non ho paura
- 2004: Per Fly per L'eredità (Arven)
- 2005: Giuseppe Rocca in collaborazione con Antonietta De Lillo e Laura Sabatino per Il resto di niente
- 2007: Saverio Costanzo per In memoria di me
- 2017: Roberto Jannone per Il permesso - 48 ore fuori
- 2018: Nicola Guaglianone per Benedetta follia, Sono tornato e L'ora legale
- 2019: Francesco Piccolo per Notti magiche, Momenti di trascurabile felicità e Il traditore

### Anni 2020-2029
- 2020: Mario Martone e Ippolita Di Majo per Il sindaco del rione Sanità
- 2021: Francesco Bruni per Cosa sarà
- 2022: Bruno Oliviero e Valia Santella per Ariaferma